# Patricia Essong
Patricia Essong est une chanteuse franco-camerounaise. Elle est auteure de deux albums studio. Son premier Soul of Nü Bantu est sorti en 2016 et le second intitulé  Healing Journey est sorti le 12 janvier 2024. 

## Biographie
Patricia Essong nait et grandit au Cameroun. Elle appartient au groupe ethnique Sawa. Elle fait ses études secondaires dans la ville de Yaoundé où elle fait ses premiers pas sur la scène à travers des concours de danse et des playback dans les kermesse. Elle fait des études universitaires en économie et en droit. Elle quitte le Cameroun pour le France et s'installe à Paris. Elle entame des études en management et obtient en 2010 un MBA en stratégie et consulting.

### Carrière Musicale
Elle commence sa carrière musicale en 2013. Les week-ends, elle chante des reprises dans un bar dans la ville de Yaoundé. Elle s'inspire des artistes Myriam Makemba et Tracy Chapman. Elle est révélée en 2016 à  travers son album Soul of Nü Bantu, un album de 10 titres aux sonorités soul, blues, jazz et folk dans lequel elle rend hommage à des artistes qui l'inspirent.
Elle chante principalement en douala et en anglais.
Son second album intitulé Healing Journey sort en janvier 2014. L'album est co-arrangé par Antoine Drouault-Coussot.

## Discographie
- 2016 : Soul of Nü Bantu
- 2024 : Healing Journey